# ناحیه فاکس هوم، ویلکین، مینه سوتا
ناحیه فاکس هوم (به انگلیسی: Foxhome Township) یک منطقهٔ مسکونی در ایالات متحده آمریکا است که در شهرستان ویلکین، مینه‌سوتا واقع شده‌است.
 ناحیه فاکس هوم ۹۰٫۶ کیلومتر مربع مساحت و ۱۰۲ نفر جمعیت دارد و ۳۰۸ متر بالاتر از سطح دریا واقع شده‌است.